# Musikhochschule Lübeck

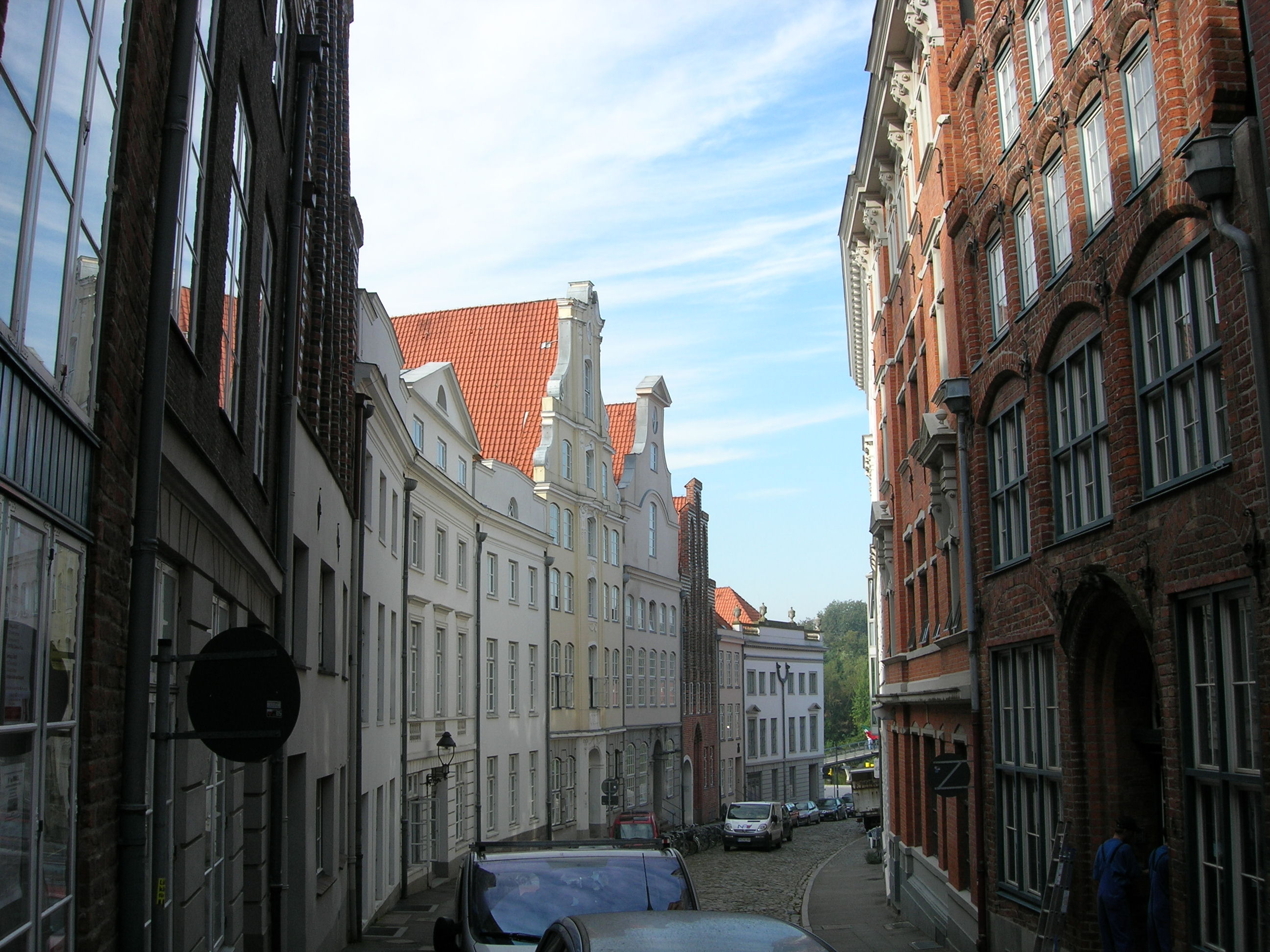
Gebäude der Musikhochschule
in der Großen Petersgrube (2007)

Die Musikhochschule Lübeck (MHL) ist die einzige Musikhochschule des Landes Schleswig-Holstein. Untergebracht ist die MHL in 22 denkmalgeschützten Bürgerhäusern, die zum UNESCO-Weltkulturerbe zählen.

## Allgemeine Information
In den Studiengängen „Musik Vermitteln“ (Abschlüsse Bachelor of Arts und Master of Education) und „Musikpraxis“ (Abschlüsse Bachelor of Music und Master of Music) werden bis zu 450 Studierende aus verschiedenen Nationen zu Solisten, Kammermusikern, Orchestermusikern, Sängern, Komponisten, Kirchenmusikern, Musikpädagogen und Musiklehrern am Gymnasium ausgebildet. In den Fächern Musikwissenschaft, Musiktheorie und Musikpädagogik verfügt die MHL über das Promotionsrecht. Mit dem Brahms-Institut an der MHL ist der Hochschule ein musikwissenschaftliches Institut angegliedert. Ein weiteres An-Institut ist das Institut für schulbegleitende Musikausbildung (ISMA).
An der MHL unterrichten rund 170 Dozenten und Dozentinnen, darunter sind rund 40 Professuren. Viele von ihnen sind als Solisten, Kammermusiker und Pädagogen tätig.
Bis Ende Januar 2023 wurde die Musikhochschule Lübeck von Rico Gubler in Nachfolge von Inge-Susann Römhild geleitet. Im Juli 2023 wurde Bernd Redmann zum Präsidenten der Musikhochschule Lübeck gewählt.

## Entstehung und Geschichte
Eine institutionalisierte Ausbildung zum Solisten, Orchestermusiker und Musikpädagogen gibt es in Lübeck seit 1911. Die heutige Musikhochschule geht auf eine Gründung der Klavierlehrerin Marie Luise Kaibel, einer Enkelin von Friedrich Wilhelm Kaibel, als privates Konservatorium zurück.
- 1911–1932: Lübecker Konservatorium der Musik und Vorschule
- 1923–1933: Lübische Singschule
- 1933–1937: Lübecker Staatskonservatorium und Hochschule für Musik
- 1938–1950: Landesmusikschule Schleswig-Holstein in Lübeck
- 1950–1969: Schleswig-Holsteinische Musikakademie und Norddeutsche Orgelschule
- 1969–1973: Staatliche Fachhochschule für Musik in Lübeck
- Seit 1973: Musikhochschule Lübeck

## Gebäude
Die ab 1974 für die Hochschule restaurierten denkmalgeschützten Gebäude befinden sich in einem Ensemble von 22 Kaufmanns- und Bürgerhäusern unterhalb der St. Petrikirche an der Obertrave und werden von der UNESCO zum Weltkulturerbe gezählt. In der Großen Petersgrube sind das die von dem Architekten Joseph Christian Lillie für den Lübecker Kaufmann Johann Daniel Jacobj geschaffenen drei klassizistischen Fassaden mit den Hausnummern 17 und 19, gefolgt von der Barockfassade der Nummer 21. Die Fassade der Nummer 23 zählt als Beispiel des frühen Rokoko von 1730. Das Haus Nr. 25 stammt mit seinen glasierten Ziegeln aus der Zeit der Gotik, während die Häuser Nummer 27 und 29 zur Straße An der Obertrave Beispiele des Klassizismus sind. In Haus Nr. 27 wurde 1789 die Gemeinnützige Gesellschaft zu Lübeck gegründet. Das um 1990 errichtete Eckgebäude mit dem künstlerisch gestalteten Großen Saal und Foyer ist von dem Architekten Peter Rix und dem deutsch-schwedischen Farbgestalter Fritz Fuchs.
Im Jahr 2007 wurde die Musikhochschule durch die denkmalgeschützte Holstentorhalle unweit vom Holstentor und den Salzspeichern auf der anderen Seite der Trave räumlich erweitert. In ihr befinden sich Übungs- und Unterrichtsräume, der Chorsaal sowie ein Musikstudio, Hörsaal und Seminarraum.
Das Brahms-Institut an der Musikhochschule Lübeck befindet sich in der klassizistischen Villa Brahms (vormals Villa Eschenburg), erbaut von dem dänischen Baumeister Christian Frederik Hansen, vor dem Burgtor.

## Galerie

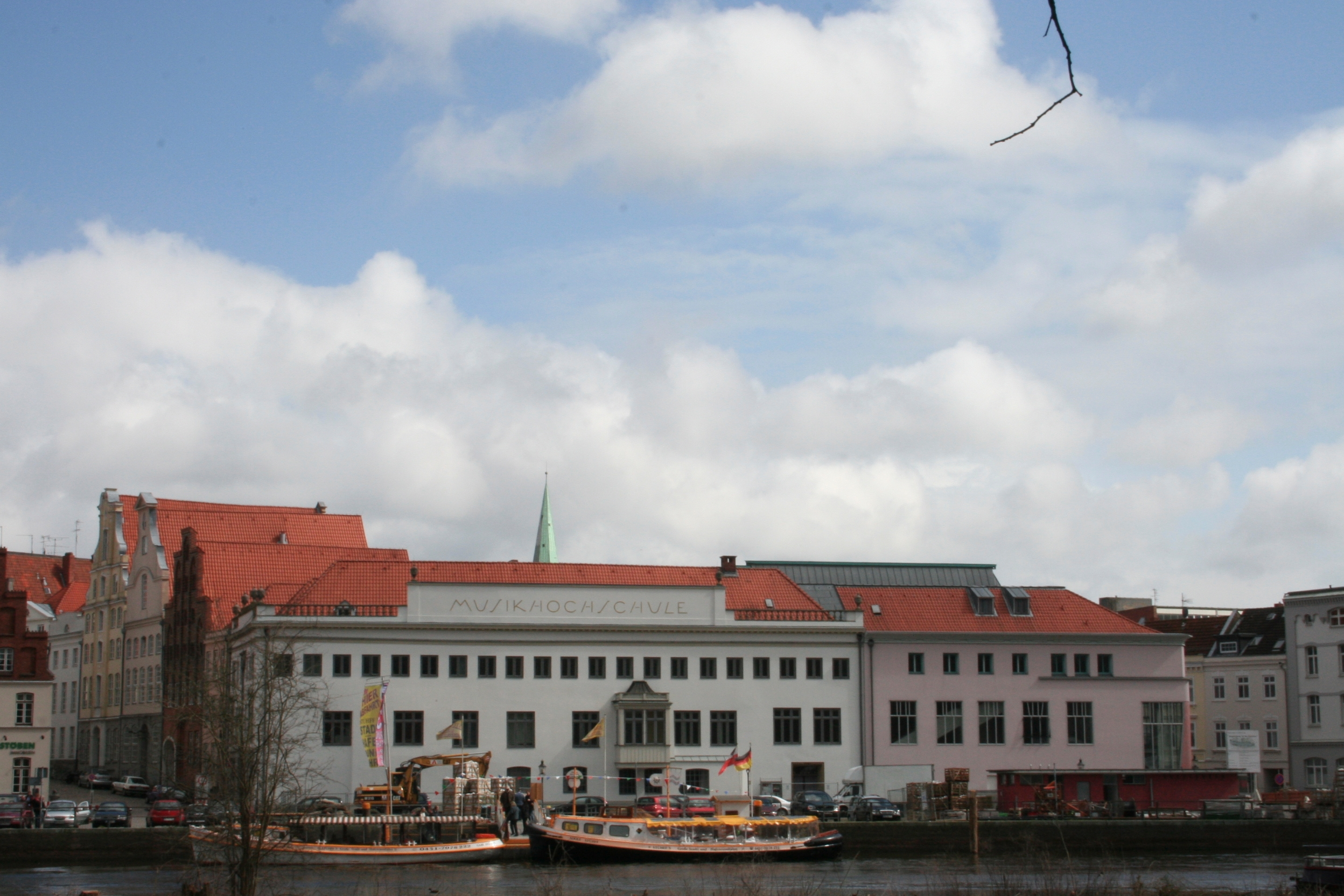
Musikhochschule an der Obertrave
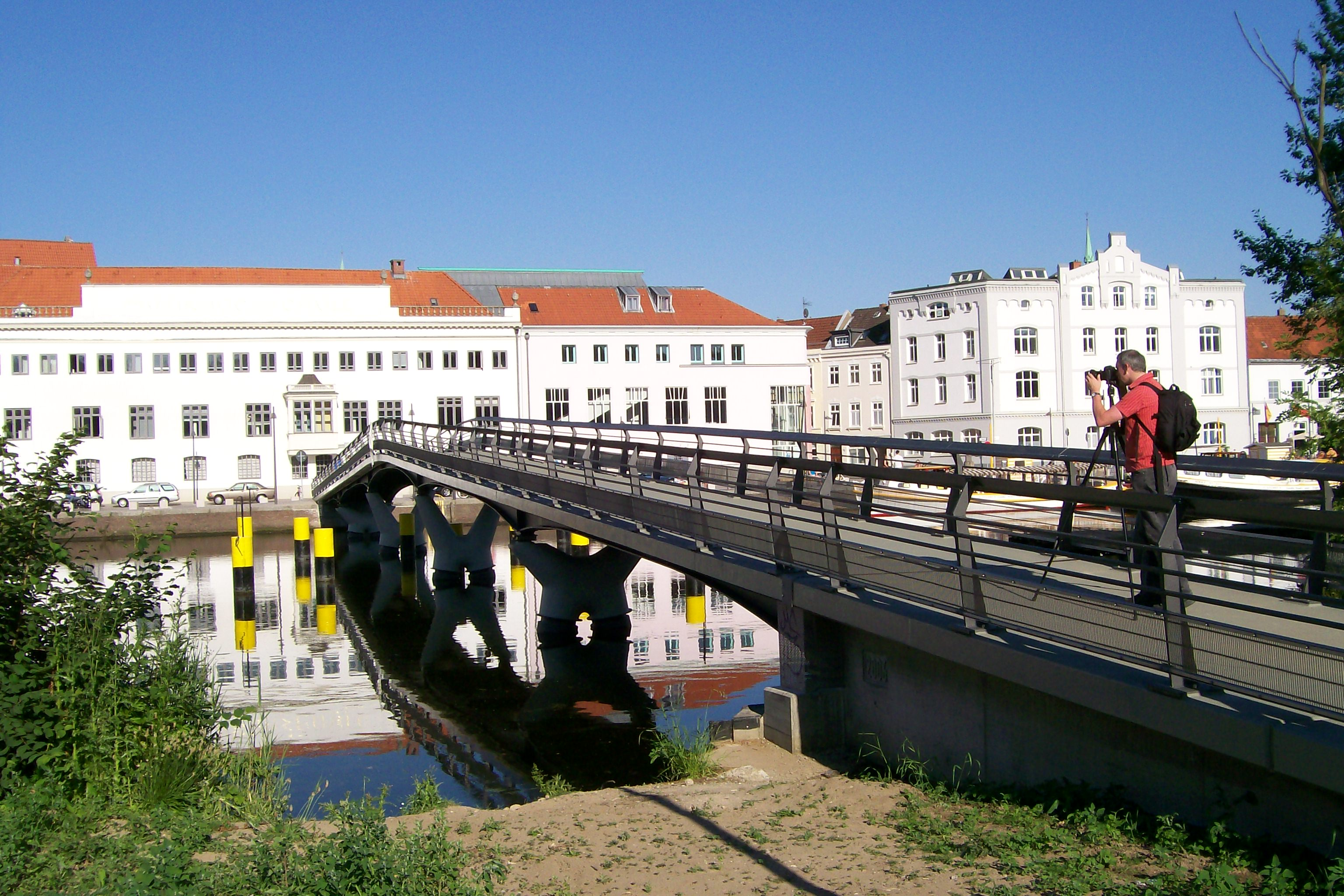
Professorenbrücke über die Trave
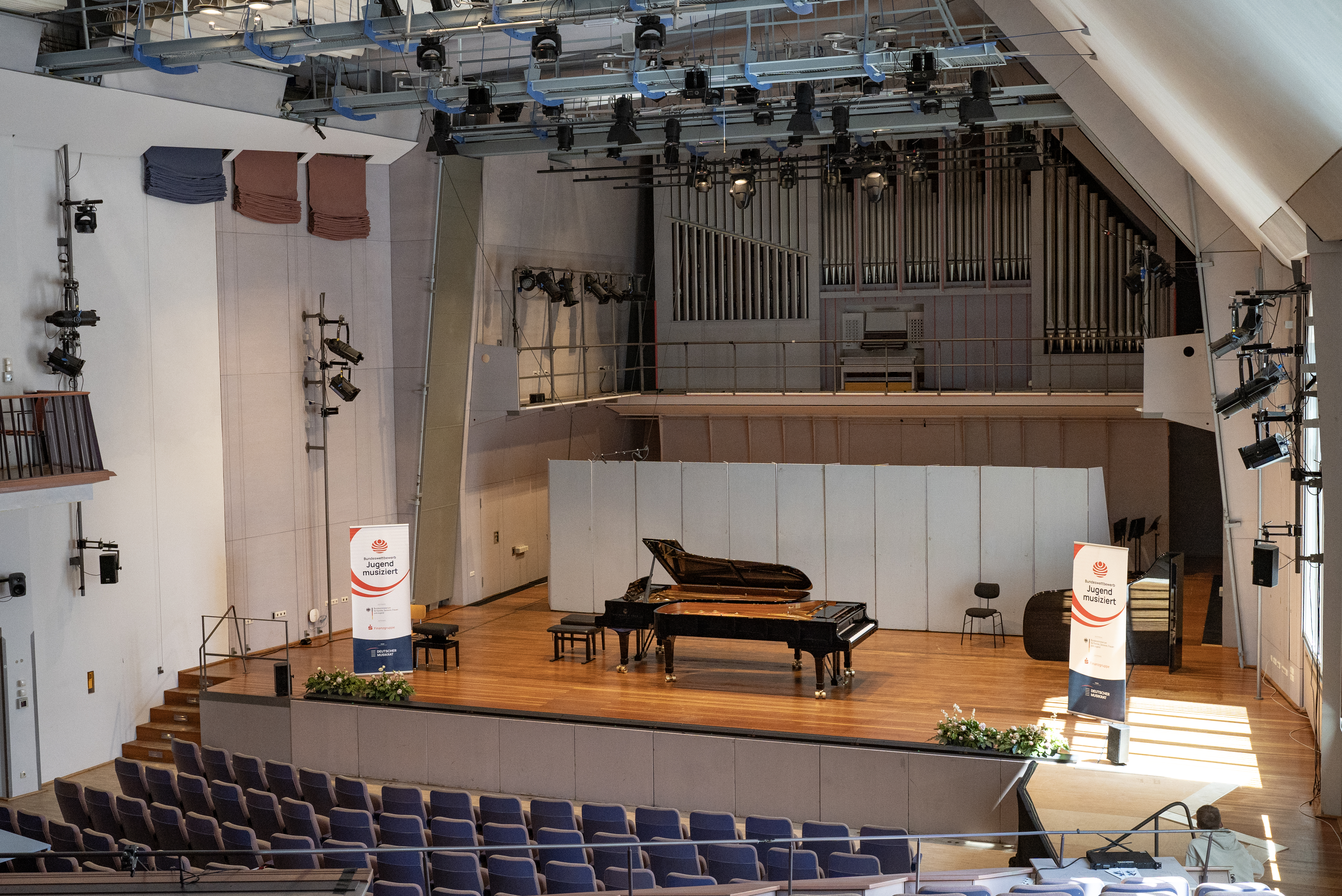
Großer Saal im Gebäude an der Obertrave
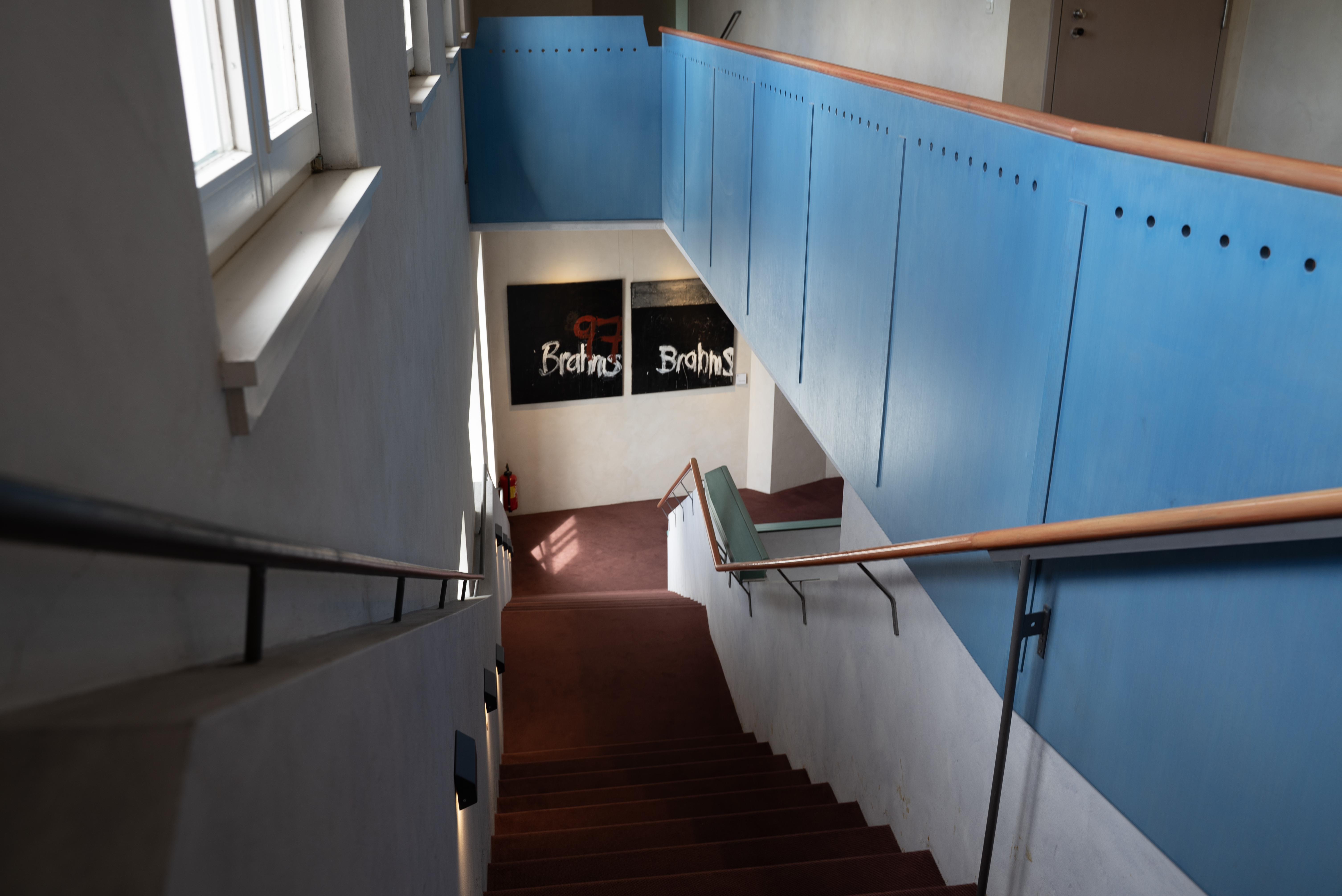
Innenansicht des Gebäudes an der Obertrave
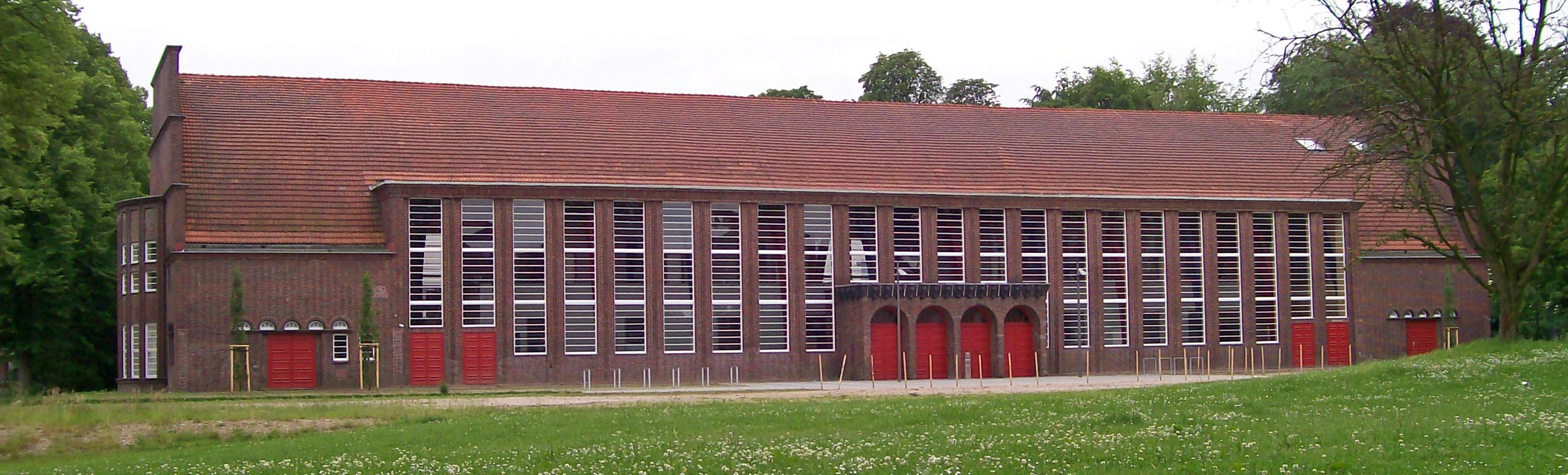
Übungsgebäude Holstentorhalle
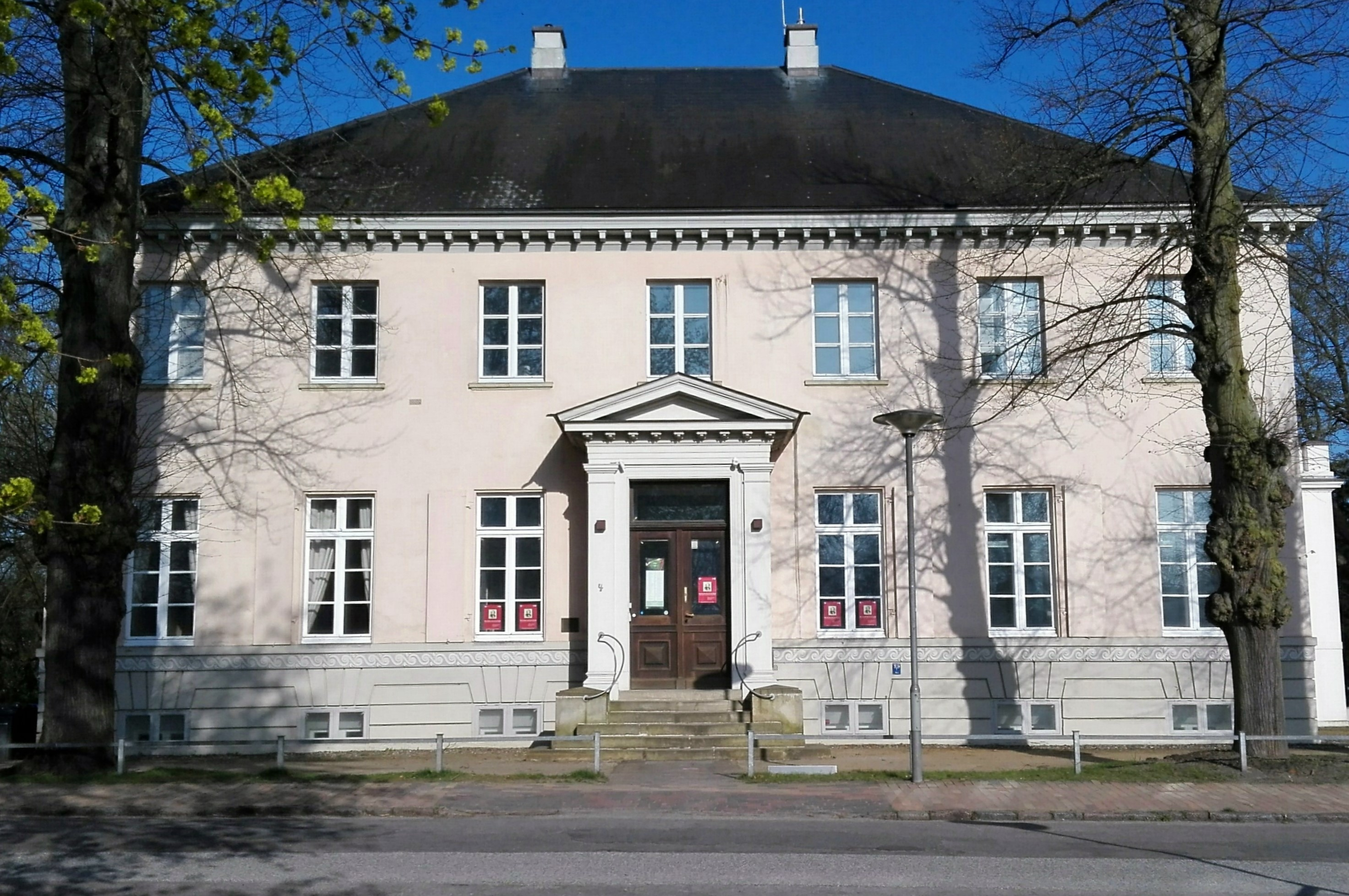
Brahms-Institut in der Villa Brahms

## Bekannte Lehrer (Auswahl)
→ siehe: Hochschullehrer der Musikhochschule Lübeck

## Konzerte und Projekte
Bestandteil des Studienplans ist die Bühnenpraxis. Während des Semesters finden jeden Tag öffentliche Konzerte mit Studierenden und Dozenten sowohl in den hauseigenen Konzertsälen als auch auf Bühnen von Kulturpartnern in Schleswig-Holstein statt. Präsentiert wird nicht nur klassische Musik, sondern auch Neue Musik, Rock/Pop, Jazz und Musik anderer Kulturkreise. Beim jährlich Anfang Mai stattfindenden Brahms-Festival treten ausgewählte Studierende mit Dozenten gemeinsam auf. Das Hochschulorchester spielt unter Leitung von Gastdirigenten. Der alle drei Jahre ausgelobte Internationale Buxtehude-Orgelwettbewerb knüpft an Lübecks lange kirchenmusikalische Tradition an.
Außerdem gibt es das Orchesterstudio und Opernstudio in Kooperation mit dem Theater Lübeck. Die Musikhochschule Lübeck ist auch Spielstätte für die Meisterkurse im Rahmen des Schleswig-Holstein Musik Festivals. Darüber hinaus beteiligte sich die Hochschule an den Überlegungen zu einem Neubau der 1942 zerstörten Schnitger-Orgel im Lübecker Dom.

## Bibliothek
Die Bibliothek der Musikhochschule Lübeck umfasst etwa 90.000 Musikalien sowie ca. 30.000 Bücher und Zeitschriften, außerdem zahlreiche Tonträger und Bildtonträger. Sie richtet sich vorrangig an die Hochschulangehörigen, ist aber auch für die Öffentlichkeit zugänglich.

## Mitgliedschaften
- Rektorenkonferenz der 24 deutschen Musikhochschulen
- Dachverband Association Europeénne des Conservatoires, Academies de Musique et Musikhochschulen, zu dem 186 europäische Musikhochschulen und ihre angegliederten Einrichtungen in Amerika, Asien und Australien gehören.
- Kompetenznetzwerk der Musikhochschulen für Qualitätsmanagement und Lehrentwicklung, gefördert durch das Bundesministerium für Bildung und Forschung